# Ilıkaynak, İpekyolu
Ilıkaynak là một xã thuộc huyện İpekyolu, tỉnh Van, Thổ Nhĩ Kỳ. Dân số thời điểm năm 2011 là 1.193 người.